# 루스탐 샤리포우
루스탐 할림자노비치 샤리포우(우크라이나어: Руста́м Халімджа́нович Шарі́пов, 러시아어: Руста́м Халимджа́нович Шари́пов 루스탐 할림자노비치 샤리포프[*], 1971년 6월 2일~)는 우크라이나의 체조 선수, 지도자이다. 1992년 하계 올림픽 단체전 우승자이며 1996년 하계 올림픽에서 남자 평행봉 금메달을 획득했다.

## 경력
현재 타지키스탄의 수도인 소련 타지크 SSR 두샨베에서 태어났다. 어린 시절에 체조를 하게 되면서 우크라이나 SSR의 하르코프(현재의 우크라이나 하르키우)로 이주했으며 현지 스포츠 클럽인 디나모 하르코프에 입단했다.
1988년에 소련 주니어 국가대표로 발탁되었으며, 1990년에 소련 국가대표로 발탁되었다. 그 해 1월 미국 솔트레이크시티에서 열린 US 올림픽컵에서 개인종합 우승을 차지했다. 1991년에는 독일 슈투트가르트에서 열린 DTB컵에서 종합 준우승을 차지했다.
소련 해체 직후 자신이 거주하던 우크라이나 국적을 택했으며 1992년에는 대다수의 소련 구성국 출신 선수들과 같이 독립국가연합 소속으로 국제 대회에 참가했다. 그 해 5월 헝가리 부다페스트에서 열린 1992년 유럽 선수권 대회에서 평행봉 종목 은메달을 획득했고 철봉 종목에서 독일의 안드레아스 베커와 공동 금메달을 획득했다. 같은 해 8월에는 스페인 바르셀로나에서 열린 1992년 하계 올림픽에 참가했고 단체전에서 금메달을 획득했다. 이후 11월 일본 도쿄에서 열린 도쿄 체조컵에서 우승을 차지했다.
1993년부터 우크라이나 국가대표 선수로 활동하기 시작했다. 그 해 6월 벨기에 브뤼셀에서 열린 유러피언컵에서 러시아의 드미트리 카르바넨코와 드미트리 바실렌코의 뒤를 이어 개인 종합 동메달을 획득했으며, 11월에 오스트레일리아 시드니에서 열린 니콘 국제 체조 대회에서 종합 우승을 차지했다. 1994년 4월에는 오스트레일리아 브리즈번에서 열린 1994년 세계 선수권 대회에 참가하여 평행봉 종목에서 중국의 황리핑의 뒤를 이어 은메달을 획득했고 7월에는 체코 프라하에서 열린 1994년 유럽 선수권 대회에서 러시아의 알렉세이 네모프와 함께 평행봉 공동 우승을 차지했다. 11월에는 독일 도르트문트에서 열린 유럽 선수권 대회 단체전에서 중국과 러시아팀의 뒤를 이어 우크라이나팀의 동메달 획득에 기여했다.
1995년 3월에는 독일 콧부스에서 열린 콧부스컵과 프랑스 파리에서 열린 프랑스 국제 체조 대회에서 평행봉 부문 우승했고 6월에는 이탈리아 로마에서 열린 유러피언컵에서 평행봉과 철봉 금메달을 따냈다. 그 해 10월에는 일본 사바에에서 열린 1995년 세계 선수권 대회에 참가하였으며, 평행봉 종목에서 벨라루스의 비탈리 셰르보, 중국의 황리핑,일본의 다나카 히카루에게 밀려 4위를 기록했다. 또한 단체전에서는 5위, 개인종합 17위를 기록했다.
1996년 3월 프랑스 파리에서 열린 프랑스 국제 체조 대회에서 평행봉 은메달을 획득했다. 이후 5월 덴마크 코펜하겐에서 열린 1996년 유럽 선수권 대회에 참가하여 러시아팀의 뒤를 이어 단체전 은메달을 획득했고 평행봉 종목에서 벨라루스의 셰르보와 함께 공동 금메달을 획득했다. 같은 해 7월 미국 애틀랜타에서 열린 1996년 하계 올림픽에서 9.837점을 얻으면서 미국의 제이러 린치, 벨라루스의 셰르보를 누르고 금메달을 획득했다. 또한 단체전에서도 이호르 코로브친스키, 올레흐 코샤크, 흐리호리 미슈틴, 볼로디미르 샤멘코, 올렉산드르 스비틀리치니, 유리 예르마코우와 함께 러시아와 중국팀의 뒤를 이어 동메달을 획득했다.
은퇴 후 2000년에 미국으로 건너가 체조 지도자로 활동했다. 2005년에 오클라호마 주립 대학교 체조팀 코치를 맡았으며, 2011년에는 오하이오 주립 대학교 체조팀 감독으로 취임하여 현재까지 해당 대학교팀을 이끌고 있다.